# Джъстин Рендал
Джъстин Рендал (на английски: Justine Rendal) е американска писателка на бестселъри в жанра хумористичен съвременен романс. Пише основно под псевдонима Оливия Голдсмит (на английски: Olivia Goldsmith).

## Биография и творчество
Джъстин Рендал, с рожд.име Ранди Голдфийлд, е родена на 15 септември 1948 г. Дюмонт, Ню Джърси, САЩ, в семейството на Мартин и Естел Голдфийлд, учители. Впоследствие променя законно името си Джъстин Голдфийлд, а след това на Джъстин Оливия Рендал. Има две сестри.
Завършва Нюйоркския университет. Работи като партньор в консултантската компания за управление „Booz Allen Hamilton“ в Ню Йорк и е една от първите жени в нововъзникващата професия за консултиране по отношение на управлението на дружествата. Живяла е със семейството си в апартамент в Манхатън и са имали къща на плажа в Хамптънс.
В края на 80-те години преминава преминава през труден развод със съпруга си Джон Рийд, в който тя печели всичката собственост, но голямата част от нея отива за заплащане на адвокати и съдебни разноски. След развода взема решение да пише, първоначално книги за деца, а по-късно и роман по темата развод. Премества да живее в Лондон в продължение на три години.
Нейният дебютен роман „Клуб „Първа съпруга“ излиза през 1992 г. под псевдонима Оливия Голдсмит. В него трите героини на средна възраст от Ню Йорк се съюзяват, за да отмъстят на съпрузите си бизнесмени, които са ги изоставили заради по-младите си втори съпруги. Написан с много хумор и определен като „изящна приказка за отмъщение“, романът веднага става бестселър, като е продаден в милиони екземпляри. По него през 1996 г. е направена успешна едноименна филмова адаптация с участието на Даян Кийтън, Голди Хоун и Бет Мидлър.
Джъстин Рендал е автор общо на 14 хумористични романа, сред които могат да се отбележат „Да омъжим мама“, „Рокадата“ и „Млади съпруги“. Много от книгите ѝ могат да се опишат като фантазии за отмъщение, тъй като постоянната им тема е за жени, които са тормозени от страна на мъжете, но които накрая излизат победители в тази междуполова битка. Въпреки че критиците характеризират произведенията ѝ като банални, те са предпочитани от читателите и холивудските продуценти, които намират в тях силно удовлетворяващ социален коментар на съвременната действителност.
Джъстин Рендал е написала и няколко книги за деца, които са били публикувани под нейното име. Освен това е писала статии за „Ню Йорк Таймс“ и „Космополитън“.
След изключителния успех на романа „Клуб „Първа съпруга“ писателката води разточителен живот, което е нейното лично отмъщение към съвременната сексистка социална култура в американското общество. Романът е екранизиран през 1996 г. в едноименния филм с участието на Бет Мидлър, Голди Хоун, Даян Кийтън и Маги Смит.
Джъстин Рендал умира от инфаркт на миокарда вследствие на усложнения, свързани с анестезия при козметична операция на брадичката, на 15 януари 2004 г. в Ню Йорк, САЩ.
Последните ѝ две книги са публикувани посмъртно. Песента „Edith Wharton's Figurines“ на Сузан Вега от албума „Beauty & Crime“ от 2007 г. е посветен на нея.

## Произведения

### Като Оливия Голдсмит

#### Самостоятелни романи
- The First Wives Club (1992)
Клуб „Първа съпруга“, изд. „Весела Люцканова“ (1996), изд. „Санома Блясък България“ (2013), прев. Маргарита Емилова Спасова, Елика Рафаилова Рафи
- Flavor of the Month (1993)
Вкусът на сезона, изд.: ИК „Обсидиан“, София (1994), прев. Румяна Радева, Лидия Шведова
- Fashionably Late (1994)
- The Bestseller (1996)
Бестселърът, изд. „Весела Люцканова“ (1997), прев. Маргарита Спасова,
На върха на класацията, изд. „Санома Блясък България“ (2015), прев. Маргарита Спасова
- Marrying Mom (1996)
Да омъжим мама, изд. „Весела Люцканова“ (1997), изд. „Санома Блясък България“ (2011), прев. Владимир Германов
- Switcheroo (1998)
Рокадата, изд. „Весела Люцканова“ (1998), прев. Маргарита Спасова
- The Switch (1998)
- Young Wives (2000)
Млади съпруги, изд. „Весела Люцканова“ (1998), прев. Маргарита Спасова
- Bad Boy (2001)
Лошо момче, изд. „Весела Люцканова“ (2003), изд. „Санома Блясък България“ (2010), прев. Маргарита Спасова
- Pen Pals (2002)
Приятелство от пандиза, изд. „Весела Люцканова“ (2002), изд. „Санома Блясък България“ (2011), прев. Маргарита Спасова
- Insiders (2002)
- Uptown Girl (2003)
- Wish Upon a Star (2004)
- Dumping Billy (2004)

#### Документалистика
- Simple Isn't Easy: How to Find Your Personal Style And Look Fantastic Every Day! (1995) – с Ейми Файн Колинс

### Като Джъстин Рендал
- A Child of Their Own (1990)
- Dancing Cat (1991)
- The Girl Who Listened Sinks (1993)
- A Very Personal Computer (1994)

### Филмография
- 1996 Клуб „Първа съпруга“, The First Wives Club – филм по романа
- 2002 Desejos de Mulher – твсериал по „Fashionable Late“